# Wereldbeker voetbal 1995
De wereldbeker van 1995, ook bekend onder zijn officiële naam (Toyota) European-South American Cup 1995, werd gespeeld tussen het Nederlandse Ajax en het Braziliaanse Grêmio.

## Voorgeschiedenis
Grêmio plaatste zich voor de strijd om de wereldbeker nadat zij in het seizoen 1995 de CONMEBOL Libertadores-finale hadden gewonnen van Atlético Nacional. Ajax plaatste zich voor de strijd om de wereldbeker nadat zij in het seizoen 1994/95 de UEFA Champions League-finale hadden gewonnen van AC Milan. Ajax won de wedstrijd na een strafschoppenreeks met 4–3 van Grêmio. Voor de Amsterdammers was het de tweede keer dat zij de wereldbeker in ontvangst mochten nemen, nadat het in 1972 eerder al de wereldbeker had gewonnen van het Argentijnse Independiente. Ajax-aanvoerder Danny Blind werd uitgeroepen tot Man van de Wedstrijd.

## Wedstrijdbal
De wedstrijdbal was de Adidas Questra, oorspronkelijk ontworpen als de officiële wedstrijdbal van het FIFA-wereldkampioenschap voetbal 1994 in de Verenigde Staten.

## Wedstrijddetails
|                              |                                             |              |                                 | |
| 28 november 1995 18:15 UTC+9 | Ajax                                        | 0 – 0 (n.v.) | Grêmio                          | Olympisch Stadion, Tokio Toeschouwers: 47.129 Scheidsrechter: David Elleray (assistenten: Jeon Weong en Hiroshima Yoahikazu) |
| 28 november 1995 18:15 UTC+9 | Verslag                                     |              |                                 | Olympisch Stadion, Tokio Toeschouwers: 47.129 Scheidsrechter: David Elleray (assistenten: Jeon Weong en Hiroshima Yoahikazu) |
| 28 november 1995 18:15 UTC+9 | Strafschoppen                               |              |                                 | Olympisch Stadion, Tokio Toeschouwers: 47.129 Scheidsrechter: David Elleray (assistenten: Jeon Weong en Hiroshima Yoahikazu) |
| 28 november 1995 18:15 UTC+9 | Kluivert R. de Boer F. de Boer George Blind | 4 – 3        | Dinho Arce Magno Gélson Adílson | Olympisch Stadion, Tokio Toeschouwers: 47.129 Scheidsrechter: David Elleray (assistenten: Jeon Weong en Hiroshima Yoahikazu) |

| Ajax | Grêmio |

| AFC Ajax:      |    |                   |            |
|                |    |                   |            |
| GK             | 1  | Edwin van der Sar |            |
| RB             | 2  | Michael Reiziger  |            |
| CB             | 3  | Danny Blind       |            |
| CB             | 4  | Frank de Boer     |            |
| LB             | 5  | Winston Bogarde   |            |
| CM             | 6  | Ronald de Boer    |            |
| CM             | 8  | Edgar Davids      | Kreeg geel |
| AM             | 10 | Jari Litmanen     | 94'        |
| RW             | 7  | Finidi George     |            |
| CF             | 9  | Patrick Kluivert  |            |
| LW             | 11 | Marc Overmars     | 68'        |
| Wisselspelers: |    |                   |            |
| GK             | 12 | Fred Grim         |            |
| DF             | 13 | Sonny Silooy      |            |
| MF             | 14 | Martijn Reuser    | 94'        |
| MF             | 15 | Kiki Musampa      |            |
| FW             | 15 | Nwankwo Kanu      | 68'        |
| FW             | 17 | Andrij Demtsjenko |            |
| FW             | 18 | Nordin Wooter     |            |
| Coach:         |    |                   |            |
| Louis van Gaal |    |                   |            |

| Grêmio:             |    |                   |            |
|                     |    |                   |            |
| GK                  | 1  | Danrlei           |            |
| RB                  | 2  | Francisco Arce    | Kreeg geel |
| CB                  | 3  | Catalino Rivarola | 56'        |
| CB                  | 4  | Adílson Batista   |            |
| LB                  | 6  | Roger             |            |
| RM                  | 5  | Dinho             |            |
| CM                  | 8  | Goiano            | Kreeg geel |
| CM                  | 10 | Arílson           | 61'        |
| LM                  | 11 | Carlos Miguel     | 98'        |
| CF                  | 7  | Paulo Nunes       |            |
| CF                  | 9  | Mário Jardel      | 79'        |
| Wisselspelers:      |    |                   |            |
| GK                  | 12 | Murilo            |            |
| DF                  | 13 | Luciano Williames | 61'        |
| MF                  | 14 | Gélson            | 97' 102'   |
| MF                  | 15 | Emerson           |            |
| FW                  | 16 | Magno             | 78'        |
| FW                  | 17 | Nildo             |            |
| FW                  | 18 | Alexandre Gaúcho  |            |
| Coach:              |    |                   |            |
| Luiz Felipe Scolari |    |                   |            |

| Winnaar wereldbeker 1995 |
| ------------------------ |
| Ajax                     |
| Tweede titel             |

## Trivia
De trainers Louis van Gaal en Luis Felipe Scolari zouden elkaar 18 jaar later weer treffen in de troostfinale van het WK voetbal 2014.
1960 · 1961 · 1962 · 1963 · 1964 · 1965 · 1966 · 1967 · 1968 · 1969 · 1970 · 1971 · 1972 · 1973 · 1974 · 1975 · 1976 · 1977 · 1978 · 1979 · 1980 · 1981 · 1982 · 1983 · 1984 · 1985 · 1986 · 1987 · 1988 · 1989 · 1990 · 1991 · 1992 · 1993 · 1994 · 1995 · 1996 · 1997 · 1998 · 1999 · 2000 · 2001 · 2002 · 2003 · 2004